# Helen Shearburn Clark
Helen Elizabeth Shearburn Rotman, geboren Clark (Napier, 21 januari 1936 – 27 augustus 2014) was een Nieuw-Zeelandse zoöloge, gespecialiseerd in stekelhuidigen. Vanaf de jaren 60 van de twintigste eeuw bracht ze diverse publicaties uit over de biosystematiek van zeesterren. Daarin beschreef en benoemde ze onder meer de nieuwe geslachten Knightaster en Kermitaster (alleen), Enigmaster en Damnaster (met Donald George McKnight), en een nieuwe familie, Pentopliidae (naderhand gesynonymiseerd met Goniasteridae Forbes, 1841). Clark was ook als auteur betrokken bij de eerste beschrijving van de zeemadeliefjes, een aparte orde van de zeesterren. Ze deed haar wetenschappelijk werk onder meer voor Victoria University of Wellington en voor het National Institute of Water and Atmospheric Research (NIWA) in Wellington, Nieuw-Zeeland.

## Publicaties
- 1959 – Anareaster, a new genus of Asteroidea from Antarctica. Transactions of the Royal Society of New Zealand 87(1–2): 185–187; met Howard Barraclough Fell
- 1962 – Odinia and Ophidiaster (Asteroidea) in New Zealand. Zoology Publications from Victoria University of Wellington 30: 1–10
- 1962 – New Genera and Species of Asteroidea from Antarctica. Transactions of the Royal Society of New Zealand, Biological Sciences 2(6): 45-–
- 1963 – The fauna of the Ross Sea. Part 3, Asteroidea. N.Z. Department of Scientific and Industrial Research Bulletin. no. 151: 1–84 + 17 fotopagina's
- 1969 – Two new species of Benthopecten (Asteroidea) from New Zealand. Transactions of the Royal Society of New Zealand, Biological Sciences 11(6): 83–88
- 1970 – A new species of Paralophaster (Asteroidea) from New Zealand. Transactions of the Royal Society of New Zealand, Biological Sciences 12(15): 177–179
- 1970 – Sea-Stars (Echinodermata: Asteroidea) from "Eltanin" Cruise 26, with a Review of the New Zealand Asteroid Fauna. Zoology Publications from Victoria University of Wellington 52: 1–34
- 1971 – Pentopliidae, a New Family of Asteroidea from the South Atlantic Ocean. Bulletin of Marine Science 21(2): 545–551
- 1972 – Knightaster, a new Genus of Asteroid from Northern New Zealand. Journal of the Royal Society of New Zealand 2: 147–150
- 1982 – A new genus and two new species of sea-stars from North of New Zealand, with notes on Rosaster species (Echinodermata: Asteroidea). National Museum of New Zealand Records 2(5): 35–42
- 1986 – A new class of Echinodermata from New Zealand. Nature 321: 862–864; met Alan N. Baker en Francis Winston Edric Rowe
- 1988 – The morphology, development and taxonomic status of Xyloplax Baker, Rowe and Clark (1986) (Echinodermata: Concentricycloidea), with the description of a new species. Proceedings of the Royal Society of London B 233: 431–459; DOI:10.1098/rspb.1988.0032
- 1994 – Damnaster tasmani, a new genus and species of Asteroidea (Echinodermata) from New Zealand. Invertebrate Taxonomy 8(6) 1372–1397; met Donald George McKnight
- 1996 – Enigmaster scalaris, n. gen., n. sp., a puzzling sea‐star (Echinodermata, Asteroidea) from the Auckland Islands. Journal of the Royal Society of New Zealand 26(2): 205–214; met Donald George McKnight
- 2000 – The marine fauna of New Zealand: Echinodermata: Asteroidea (sea-stars): order Paxillosida. NIWA Biodiversity Memoir 116; met Donald George McKnight
- 2001 – The marine fauna of New Zealand: Echinodermata: Asteroidea (sea-stars): order Valvatida. NIWA Biodiversity Memoir 117: 1–270; met Donald George McKnight
- 2001 – New species of the brittlestar genus Astrogymnotes H.L. Clark, 1914, from New Zealand and Japan (Echinodermata: Ophiuroidea). Journal of the Royal Society of New Zealand 31(2): 299–306; met Alan N. Baker en Donald George McKnight DOI:10.1080/03014223.2001.9517655

- Bibsys: 3014506
- International Standard Name Identifier: 0000 0003 8420 9946
- Library of Congress Control Number: no94043579
- Système universitaire de documentation: 069728437
- Museum of New Zealand Te Papa Tongarewa: 12677
- Virtual International Authority File: 274651329
- WorldCat: E39PBJvhrTWqrYDjfM6FrjhJXd